# MG (álbum de Martin Gore)
MG es el tercer álbum solista del músico inglés Martin Gore, conocido principalmente por ser el principal compositor del grupo de música electrónica Depeche Mode, su segundo álbum solista de larga duración, publicado en abril de 2015 a través de Mute Records.
El álbum, titulado con las iniciales de su nombre como MG, es de algún modo una continuación a su previo trabajo alterno a Depeche Mode, el álbum Ssss, un álbum de música electrónica meramente instrumental que realizó en colaboración con Vince Clarke, quien también fuera inicialmente miembro de esa banda, bajo el nombre VCMG.
MG se publicó a través de Mute, sello discográfico permanentemente asociado a Depeche Mode y a la industria de la música electrónica en general. Es un álbum de música electrónica instrumental en su tendencia ambiental, sin voces.
Como adelanto, se había dado a conocer a través de Internet el tema “Europa Hymn”.

## Formato

### Edición enCD
| MG  |                |          |  |
| N.º | Título         | Duración |  |
| 1.  | «Pinking»      | 2:22     |  |
| 2.  | «Swanning»     | 2:57     |  |
| 3.  | «Exalt»        | 4:30     |  |
| 4.  | «Elk»          | 2:03     |  |
| 5.  | «Brink»        | 3:05     |  |
| 6.  | «Europa Hymn»  | 3:16     |  |
| 7.  | «Creeper»      | 3:25     |  |
| 8.  | «Spiral»       | 4:01     |  |
| 9.  | «Stealth»      | 4.:15    |  |
| 10. | «Hum»          | 4:12     |  |
| 11. | «Islet»        | 3:18     |  |
| 12. | «Crowly»       | 4:17     |  |
| 13. | «Trysting»     | 3:17     |  |
| 14. | «Southerly»    | 4:03     |  |
| 15. | «Featherlight» | 2:32     |  |
| 16. | «Blade»        | 3:08     |  |

### MG EP
Posteriormente, en octubre de ese mismo año, se publicó el MG EP, el cual contiene cuatro remezclas de temas del álbum MG, así como otros dos temas adicionales.

| MG EP |                                          |          |  |
| N.º   | Título                                   | Duración |  |
| 1.    | «Europa Hymn» (Andy Stott Remix)         | 7:02     |  |
| 2.    | «Brink» (Virgil Enzinger Remix edit)     | 5:32     |  |
| 3.    | «Pinking» (Cristoffer Berg Remmix)       | 8:44     |  |
| 4.    | «De Nada»                                | 4:27     |  |
| 5.    | «Gifting»                                | 4:28     |  |
| 6.    | «Featherlight» (Mantra of Machine Remix) | 5:10     |  |